# Zhořec (okres Pelhřimov)
Zhořec (německy Shorschetz) je obec v okrese Pelhřimov v Kraji Vysočina. Žije zde 104 obyvatel. V údolí západně od obce protéká řeka Trnava, která je levostranným přítokem řeky Želivky.

## Historie
První písemná zmínka o obci pochází z roku 1316.

## Obyvatelstvo
| Rok            | 1869 | 1880 | 1890 | 1900 | 1910 | 1921 | 1930 | 1950 | 1961 | 1970 | 1980 | 1991 | 2001 | 2011 | 2021 |
| -------------- | ---- | ---- | ---- | ---- | ---- | ---- | ---- | ---- | ---- | ---- | ---- | ---- | ---- | ---- | ---- |
| Počet obyvatel | 252  | 270  | 243  | 254  | 248  | 274  | 239  | 202  | 215  | 218  | 194  | 176  | 134  | 120  | 103  |
| Počet domů     | 35   | 37   | 33   | 33   | 40   | 41   | 41   | 46   | 46   | 46   | 46   | 48   | 54   | 54   | 56   |

## Obecní správa
Mezi lety 1869–1910 Zhořec byl jako osada obce k Zhoři v okrese Pelhřimov.
V letech 1921–1980 byl obcí v okrese Pelhřimov (1921–1930), poté v okrese Pacov (1950) a později v okrese Pelhřimov. Od 1. července 1980 do 31. prosince 1991 patřil jako část města k Pacovu a od 1. ledna 1992 je opět samostatnou obcí, ale Bedřichov a Zhoř již zůstaly součástí Pacova.
V roce 1921 a v letech 1961–1980 k obci patřil Bedřichov.

### Obecní symboly
Znak a vlajka byly obci uděleny rozhodnutím předsedkyně Poslanecké sněmovny Parlamentu České republiky dne 24. února 2011.

## Galerie

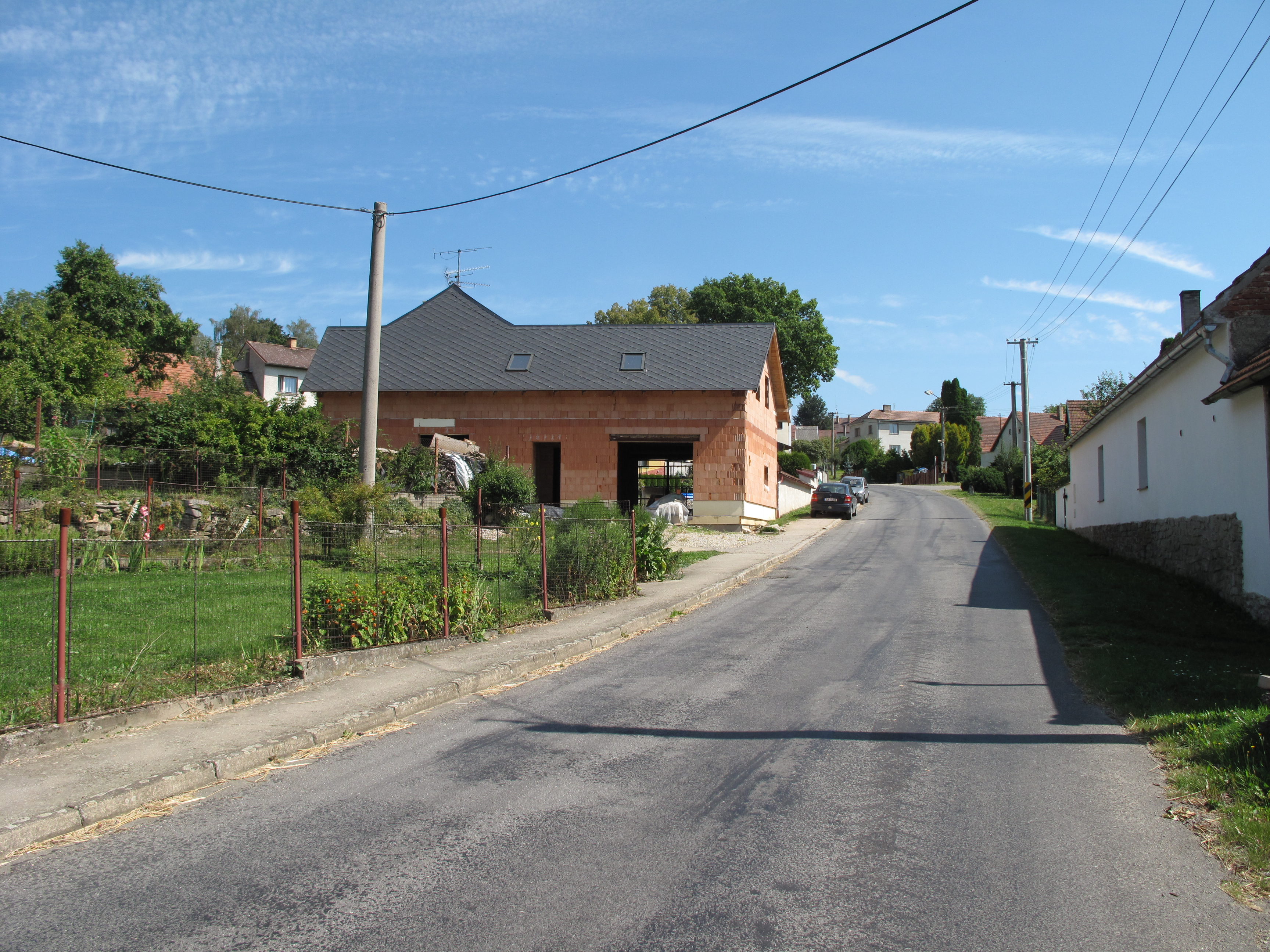
Silnice
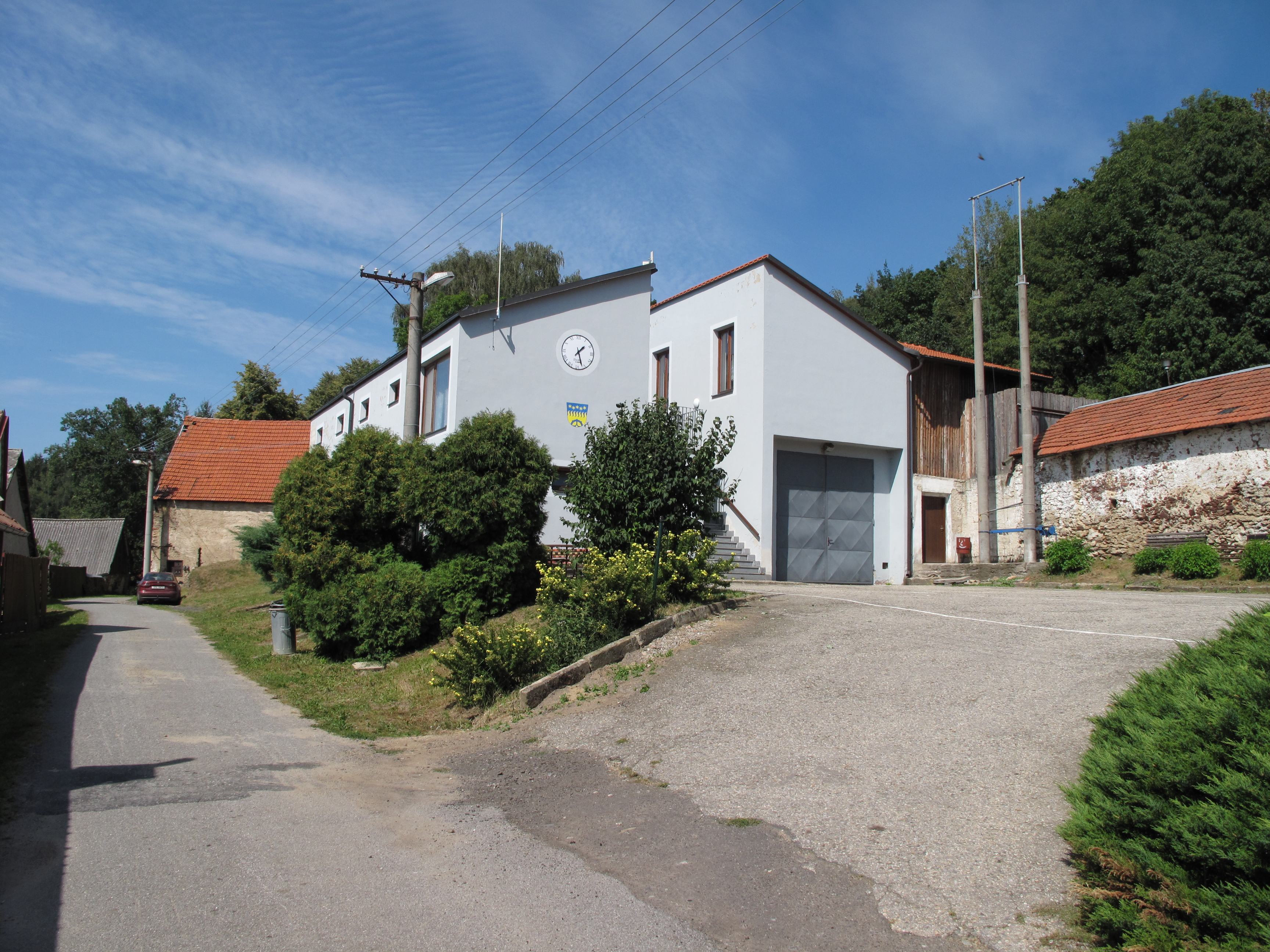
Požární zbrojnice
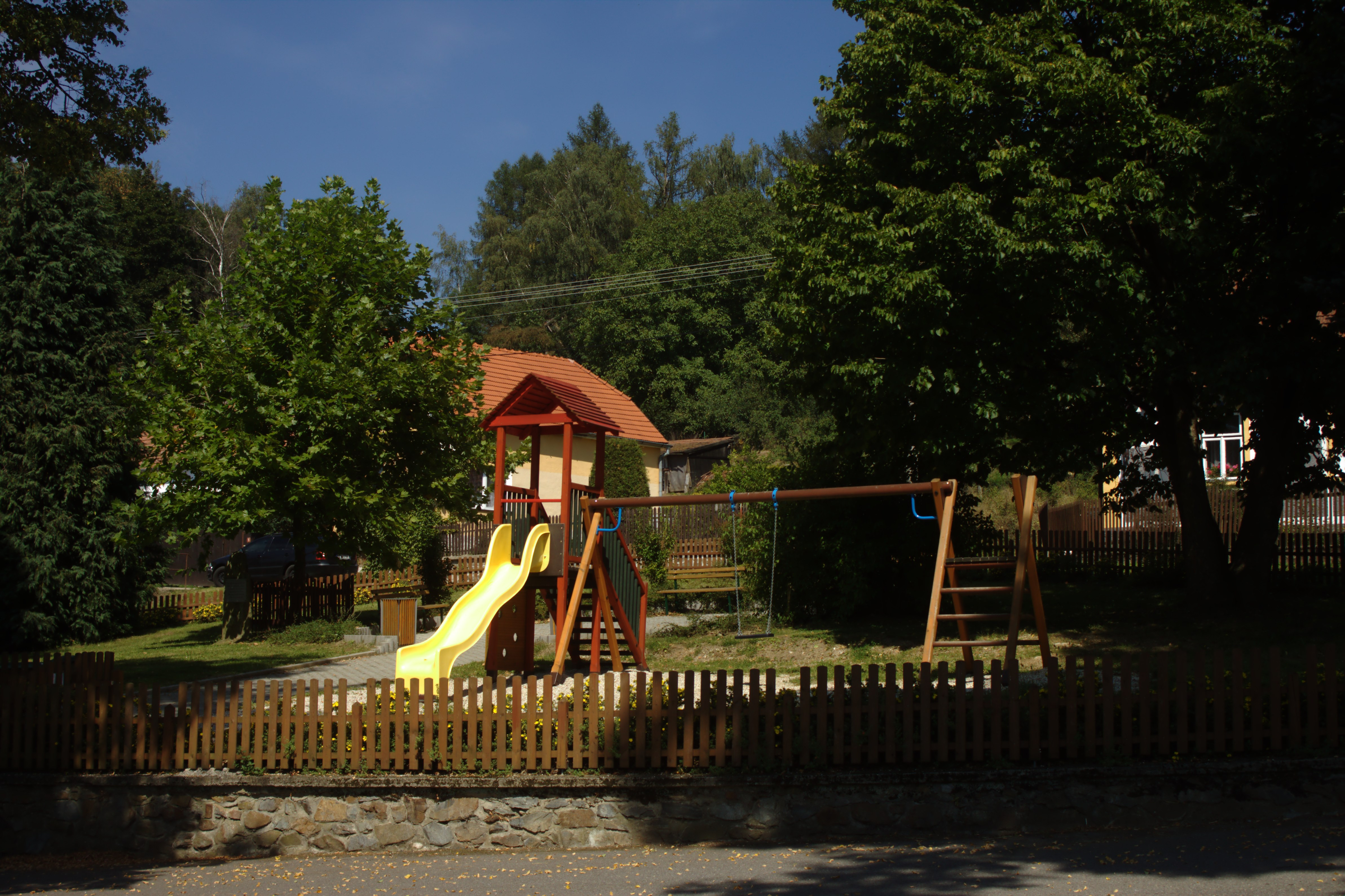
Dětské hřiště